# Marine slovène
La marine slovène, officiellement la 430e division navale (slovène : 430. mornariški divizion )  fait partie des Forces armées slovènes . La tâche principale de la Marine est la défense territoriale et la protection de moins de 50 kilomètres des côtes du pays en mer Adriatique. Il se compose d'environ 60 hommes, de deux patrouilleurs et de plusieurs petits bateaux. C'est la plus petite marine des pays de l'OTAN.La base des forces navales slovènes est Izola.

## Historique

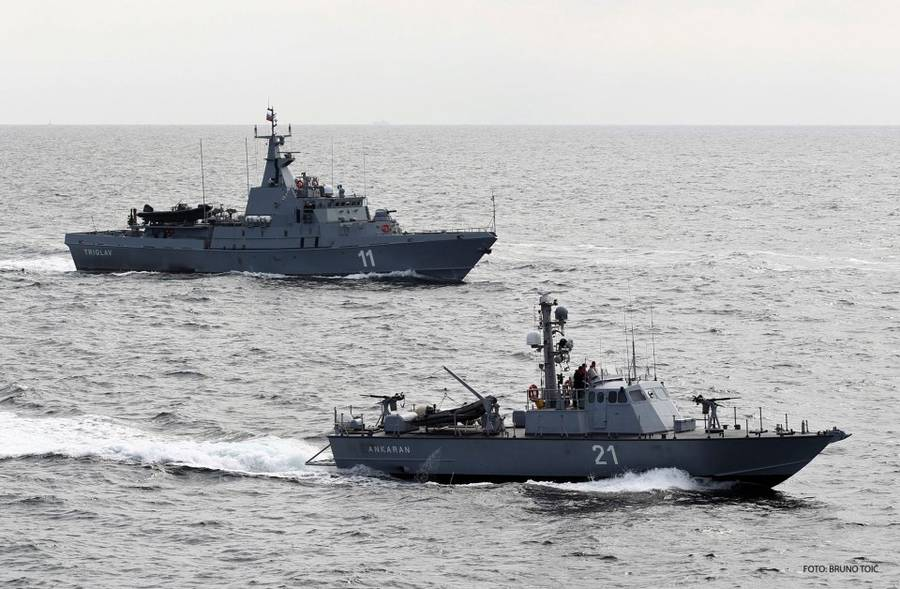
Les deux navires slovénes en 2013.

La marine slovène a été créée après la déclaration d'indépendance de la Slovénie en 1991. Initialement, les forces de défense territoriale de Slovénie ne possédait aucun navire. Ce n'est qu'en 1991 qu'une petite unité de plongeurs a été créée à Ankaran, équipée de matériel de plongée sportive en raison de l'embargo des Nations unies sur les armes contre les anciennes républiques yougoslaves. 
La 430e division navale a été officiellement créée en 1993 . Après la levée de l'embargo en 1996, 
le 1er août 1996, le patrouilleur Ankaran, appartenant à la classe Super Dvora Mk II de construction israélienne, est entré en service. Le 21 novembre 2010, la marine a été renforcée par le navire de patrouille polyvalent Triglav de classe Svetlyak acquis de la Russie dans le cadre du déblocage de la dette soviétique . Spécialement équipé pour les besoins slovènes, il est optimisé pour un rôle de patrouille et ne dispose pas de missiles anti-navires de la version en service avec la marine russe. A la place il est équipé de deux bateaux pneumatiques à coque rigide. En outre, la marine utilise plusieurs petits bateaux RHIB.
La marine slovène ne comporte pas de branche aéronavale, contrairement aux autres marines de l'OTAN, qui ont la possibilité d'embarquer un ou plusieurs hélicoptères et avions de combat sur leurs navires. Mais une étroite collaboration avec le 151e escadron d'hélicoptères permet de mener des missions conjointes de surveillance maritime ou de sauvetage en mer.

## Flotte actuelle
| Nom     | Classe            | Photo | Origine | Type                | Version  | Nombre | Notes                                                                                          |
| ------- | ----------------- | ----- | ------- | ------------------- | -------- | ------ | ---------------------------------------------------------------------------------------------- |
| Ankaran | Super Dvora Mk II |       | Israël  | Patrouilleur rapide | Standard | 1      | 1 canons automatiques Oerlikon de 20 mm 1 canon Typhoon de 25-30 mm 2 mitrailleuses de 12,7 mm |
| Triglav | Project 10412     |       | Russie  | Patrouilleur        | Export   | 1      | 2 canons AK-630 CIWS de 30 mm 1 canon AK-176 de 76.2 mm 2 mitrailleuses de 14.5 mm             |